# كريستوفر هاوغن
كريستوفر هاوغن (بالنرويجية البوكمول: Kristoffer Haugen)‏ هو لاعب كرة قدم نرويجي، ولد في 21 فبراير 1994 في ستافانغر في النرويج. لعب مع نادي فيكينغ.

## وصلات خارجية
- كريستوفر هاوغن على موقع الاتحاد الأوربي (الإنجليزية)
- كريستوفر هاوغن على موقع اتحاد النرويج (النرويجية)
- كريستوفر هاوغن على موقع قاعدة بيانات كرة القدم.إي يو (الإنجليزية)
- كريستوفر هاوغن على موقع Soccerway.com (الإنجليزية)